# آسیاب‌های خدایان
آسیاب‌های خدایان (به انگلیسی:Windmills of the Gods) نام رمانی است که توسط سیدنی شلدون نوشته شده است.
این کتاب در ایران، به نام «سفیر» نیز، ترجمه و منتشر شده است.